# Lara Parker
Mary Lamar „Lara“ Parker, geb. Rickey (* 27. Oktober 1938 in Knoxville, Tennessee; † 12. Oktober 2023 in Los Angeles, Kalifornien) war eine US-amerikanische Schauspielerin.

## Leben und Wirken
Lara Parker wuchs als einziges Kind von Albert Clifton Rickey (1917–2003) und Ann Heiskell (1919–1999) in Knoxville auf. Nach ihrem High-School-Abschluss begann sie zunächst ein Studium am Rhodes College, das sie jedoch nicht beendete.
Nachdem sie eine professionelle Schauspielausbildung absolviert hatte, gab sie am Broadway ihr Bühnendebüt als Darstellerin. Von 1967 bis 2016 wirkte Parker als Schauspielerin in mehr als 60 Film- und Fernsehproduktionen mit. Sie spielte dabei in zahlreichen Fernsehserien mit, wie in Dark Shadows, Ein Colt für alle Fälle, Hawaii Fünf-Null, Quincy, Ein Engel auf Erden und Remington Steele. Zu Dark Shadows veröffentlichte sie außerdem von 1998 bis 2013 vier Romane. Im Jahr 2016 zog sie sich aus dem Rampenlicht zurück.
Lara Parker war in erster Ehe von 1959 bis 1974 mit Tom Parker verheiratet, mit dem sie zwei Söhne bekam. In zweiter Ehe war sie seit 1980 mit Jim Hawkins verheiratet, mit dem sie eine Tochter hatte. Ihr Sohn Rick Parker ist als Musikproduzent tätig und seit einigen Jahren mit der Sängerin Miranda Lee Richards verheiratet. Parker starb 2023 wenige Tage vor ihrem 85. Geburtstag an den Folgen einer Krebserkrankung.

## Filmografie (Auswahl)
- 1967–1971: Dark Shadows (Fernsehserie, 269 Folgen)
- 1970: Hi, Mom!
- 1971: Das Schloss der verlorenen Seelen (Night of Dark Shadows)
- 1972: Kung Fu (Fernsehserie, Folge 1x01)
- 1972: FBI (The F.B.I., Fernsehserie, Folge 8x07)
- 1973: Save the Tiger
- 1973/1976: Kojak – Einsatz in Manhattan (Kojak, Fernsehserie, 2 Folgen)
- 1974: Owen Marshall – Strafverteidiger (Owen Marshall: Counselor at Law, Fernsehserie, Folge 3x13)
- 1974: Giganten am Himmel (Airport 1975)
- 1974/1976: Der Sechs-Millionen-Dollar-Mann (The Six Million Dollar Man, Fernsehserie, 2 Folgen)
- 1975: Make-up und Pistolen (Police Woman, Fernsehserie, Folge 1x15)
- 1975: Detektiv Rockford – Anruf genügt (The Rockford Files, Fernsehserie, Folge 1x15)
- 1975: Das Geheimnis der Queen Anne (Adventures of the Queen, Fernsehfilm)
- 1975: Die knallharten Fünf (S.W.A.T., Fernsehserie, Folge 1x09)
- 1975: Vier im rasenden Sarg (Race with the Devil)
- 1975: Notruf California (Emergency!, Fernsehserie, Folge 5x08)
- 1976: Imbiss mit Biss (Alice, Fernsehserie, Folge 1x07)
- 1976–1977: Die Zwei mit dem Dreh (Switch, Fernsehserie, 3 Folgen)
- 1977: Washington: Hinter verschlossenen Türen (Washington: Behind Closed Doors, Miniserie, 6 Folgen)
- 1977: Der unglaubliche Hulk (The Incredible Hulk, Fernsehserie, Pilotfolge)
- 1977/1978: Quincy (Quincy, M.E., Fernsehserie, 2 Folgen)
- 1978: Baretta (Fernsehserie, Folge 4x17)
- 1978/1980: Hawaii Fünf-Null (Hawaii Five-O, Fernsehserie, 2 Folgen)
- 1980: Barnaby Jones (Fernsehserie, Folge 8x13)
- 1980: Mrs. Columbo (Fernsehserie, Folge 2x08)
- 1980: Kampfstern Galactica 1980 (Galactica 1980, Fernsehserie, 2 Folgen)
- 1980: Killer-Piraten greifen an (Desperate Voyage, Fernsehfilm)
- 1981: Ein Colt für alle Fälle (The Fall Guy, Fernsehserie, Folge 1x01)
- 1981: Jessica Novak (Fernsehserie, 4 Folgen)
- 1983: Ein Fall für Professor Chase (Manimal, Fernsehserie, Folge 1x01)
- 1983: Remington Steele (Fernsehserie, Folge 2x11)
- 1987: Ein Engel auf Erden (Highway to Heaven, Fernsehserie, Folge 4x06)
- 1988: Highwayman (The Highwayman, Fernsehserie, Folge 1x08)
- 1990: Killing Cop (The China Lake Murders, Fernsehfilm)
- 1991: Trauzeuge F.B.I. (P.S. I Luv U, Fernsehserie, Folge 1x07)
- 2012: Dark Shadows
- 2013: Doctor Mabuse
- 2016: Theatre Fantastique presents 'The Job Interview' (Kurzfilm)